# Południowy okręg wyborczy w Luksemburgu
Południowy okręg wyborczy w Luksemburgu – jeden z 4 okręgów wyborczych w Luksemburgu, obejmujący kantony Capellen i Esch-sur-Alzette w południowo-zachodniej część kraju.

## Wybory parlamentarne 2004

### Skrót wyników
|  | Partia                                                   | Głosy     | % głosów | Mandaty |
|  | Chrześcijańsko-Społeczna Partia Ludowa                   | 574 950   | 35,6%    | 9       |
|  | Luksemburska Socjalistyczna Partia Robotnicza            | 520 809   | 32,2%    | 8       |
|  | Zieloni                                                  | 165 531   | 10,2%    | 2       |
|  | Partia Demokratyczna                                     | 153 122   | 9,5%     | 2       |
|  | Komitet Akcji na Rzecz Demokracji i Sprawiedliwości Płac | 136 503   | 8,4%     | 2       |
|  | Lewica                                                   | 36 868    | 2,3%     | -       |
|  | Komunistyczna Partia Luksemburga                         | 27 058    | 1,7%     | -       |
|  | Razem                                                    | 1 614 841 | -        | 23      |

### Deputowani z tego okręgu
Chrześcijańsko-Społeczna Partia Ludowa
- François Biltgen
- Marcel Glesener
- Jean-Marie Halsdorf
- Norbert Haupert
- Jean-Claude Juncker
- Marc Spautz
- Fred Sunnen
- Nelly Stein
- Michel Wolter

Luksemburska Socjalistyczna Partia Robotnicza
- Jean Asselborn
- Alex Bodry
- John Castegnaro
- Mars Di Bartolomeo
- Lydie Err
- Lucien Lux
- Lydia Mutsch
- Marc Zanussi

Zieloni
- Jean Huss
- Claude Turmes

Partia Demokratyczna
- Henri Grethen
- Claude Meisch

Komitet Akcji na Rzecz Demokracji i Sprawiedliwości Płac
- Gast Gibéryen
- Aly Jaerling

## Wybory parlamentarne 1999

### Skrót wyników
|  | Partia                                                   | Głosy     | % głosów | Mandaty |
|  | Chrześcijańsko-Społeczna Partia Ludowa                   | 462 365   | 30,3%    | 7       |
|  | Luksemburska Socjalistyczna Partia Robotnicza            | 454 150   | 29,8%    | 7       |
|  | Partia Demokratyczna                                     | 234 459   | 15,4%    | 4       |
|  | Komitet Akcji na Rzecz Demokracji i Sprawiedliwości Płac | 145 335   | 9,5%     | 2       |
|  | Zieloni                                                  | 133 534   | 8,7%     | 2       |
|  | Lewica                                                   | 76 105    | 5,0%     | 1       |
|  | Sojusz Zielony i Liberalny                               | 14 117    | 0,9%     | -       |
|  | Partia Trzeciego Wieku                                   | 5 382     | 0,4%     | -       |
|  | Razem                                                    | 1 520 048 | -        | 23      |

### Deputowani z tego okręgu
Chrześcijańsko-Społeczna Partia Ludowa
- François Biltgen
- Marcel Glesener
- Jean-Marie Halsdorf
- Jean-Claude Juncker
- Marc Spautz
- Nelly Stein
- Michel Wolter

Luksemburska Socjalistyczna Partia Robotnicza
- Jean Asselborn
- Alex Bodry
- Mars Di Bartolomeo
- Lydie Err
- Lucien Lux
- Jacques Poos
- Marc Zanussi

Partia Demokratyczna
- Eugene Berger
- Henri Grethen
- Gusty Graas
- John Schummer

Komitet Akcji na Rzecz Demokracji i Sprawiedliwości Płac
- Gast Gibéryen
- Aly Jaerling

Zieloni
- Jean Huss
- Robert Garcia

Lewica
- Andre Hoffman